# Federico
Federico ist ein männlicher Vorname und Familienname.

## Herkunft und Bedeutung
Federico ist sowohl eine spanische als auch eine italienische Form von Friedrich.

## Bekannte Namensträger

### Familienname
- Domingo Federico (1916–2000), argentinischer Bandoneonist, Bandleader und Tangokomponist
- Gene Federico (1918–1999), US-amerikanischer Grafikdesigner und Werbefachmann
- Giovanni Federico (Historiker) (* 1954), italienischer Wirtschaftshistoriker
- Giovanni Federico (Fußballspieler) (* 1980), italienischer Fußballspieler
- Leopoldo Federico (1927–2014), argentinischer Bandoneonist und Tangokomponist

### Vorname
- Federico Bahamontes (1928–2023), spanischer Radsportler
- Federico Balli (1854–1889), Schweizer Publizist, Politiker, Tessiner Grossrat und Wohltäter
- Federico Balzaretti (* 1981), italienischer Fußballspieler
- Federico Barba (* 1993), italienischer Fußballspieler
- Federico Barbierato (* 1970), italienischer Kommunalpolitiker
- Federico Bernardeschi (* 1994), italienischer Fußballspieler
- Federico Bessone (Fußballspieler, 1972) (* 1972), argentinischer Fußballspieler
- Federico Bessone (Fußballspieler, 1984) (* 1984), argentinischer Fußballspieler
- Federico Bonazzoli (* 1997), italienischer Fußballspieler
- Federico Borromeo (1564–1631), Erzbischof von Mailand
- Federico Boyd (1851–1924), panamaischer Politiker, Staatspräsident 1910
- Federico Brito Figueroa (1921–2000), venezolanischer Historiker
- Federico Callori di Vignale (1890–1971), italienischer Geistlicher, Kardinal der römisch-katholischen Kirche
- Federico Canessi (1905–1977), mexikanischer Bildhauer
- Federico Cantú Garza (1907–1989), mexikanischer Künstler
- Federico Caprilli (1868–1907), Rittmeister der italienischen Armee
- Federico Cartabia (* 1993), argentinischer Fußballspieler
- Federico Casagrande (* 1980), italienischer Jazzmusiker
- Federico Cattaneo (* 1993), italienischer Leichtathlet
- Federico Cesi (Kardinal) (1500–1565), italienischer Kardinal
- Federico Cesi (Naturforscher) (1585–1630), italienischer Naturforscher
- Federico Chiesa (* 1997), italienischer Fußballspieler
- Federico Chueca (1846–1908), spanischer Pianist
- Federico Claussen (1865–1940), deutscher Ingenieur und Politiker
- Federico Cortés (* 1937), ehemaliger argentinischer Radrennfahrer
- Federico Crescenti (* 2004), Schweizer Fußballspieler
- Federico D’Incà (* 1976), italienischer Politiker
- Federico De Robertis (* 1962), italienischer Musiker, Komponist und Musikproduzent
- Federico Deflorian (1921–2003), italienischer Skilangläufer
- Federico Della Ferrera (1887–1965), italienischer Rad- und Motorradrennfahrer sowie Ingenieur und Unternehmer
- Federico Della Valle (um 1560–1628), italienischer Dramatiker
- Federico Delpino (1833–1905), italienischer Botaniker
- Federico Di Trocchio (1949–2013), italienischer Wissenschaftshistoriker
- Federico Elduayen (* 1977), uruguayischer Fußballspieler
- Federico Errázuriz Echaurren (1850–1901), chilenischer Politiker
- Federico Errázuriz Zañartu (1825–1877), chilenischer Politiker
- Federico Faggin (* 1941), italienischer Unternehmer
- Federico Fellini (1920–1993), italienischer Filmemacher und Regisseur
- Federico Galera Díez (* 1978), spanischer Skibergsteiger
- Federico García Lorca (1898–1936), spanischer Dichter und Dramatiker
- Federico Gatti (* 1998), italienischer Fußballspieler
- Federico Ghisletta (1907–1989), Schweizer Politiker
- Federico Gil (Politikwissenschaftler) (1915–2000), US-amerikanischer Politikwissenschaftler
- Federico Gil (Sportschütze) (* 1988), argentinischer Sportschütze
- Federico Giunti (* 1971), italienischer Fußballspieler
- Federico Gómez de Salazar y Nieto (1912–2006), spanischer General
- Federico I. Gonzaga (1441–1484), Markgraf von Mantua
- Federico II. Gonzaga (1500–1540), Herzog von Mantua
- Federico Halbherr (1857–1930), italienischer Archäologe
- Federico Ibarra Groth (* 1946), mexikanischer Komponist
- Federico Insúa (* 1980), argentinischer Fußballspieler
- Federico Lechner (* 1974), argentinischer Jazz- und Tangomusiker
- Federico Liberatore (* 1995), italienischer Skirennläufer
- Federico Lombardi (* 1942), italienischer römisch-katholischer Theologe
- Federico Luppi (1936–2017), argentinischer Film- und Theaterschauspieler
- Federico Mattiello (* 1995), italienischer Fußballspieler
- Federico Mayor Zaragoza (1934–2024), spanischer Biologe und Politiker
- Federico Mompou (1893–1987), katalanischer Komponist, siehe Frederic Mompou
- Federico Moreno Torroba (1891–1982), spanischer Komponist
- Federico Munerati (1901–1980), italienischer Fußballspieler
- Federico Navarrete (* 1964), mexikanischer Historiker
- Federico Pedrocchi (1907–1945), italienischer Comicautor
- Federico Peluso (* 1984), italienischer Fußballspieler
- Federico Peña (* 1947), US-amerikanischer Politiker
- Federico Riva (* 2000), italienischer Leichtathlet
- Federico Rodríguez (Fußballspieler) (* 1991), uruguayischer Fußballspieler
- Federico Scorticati (1912–1998), argentinischer Bandoneonist, Bandleader und Arrangeur uruguayischer Herkunft
- Federico Silva (Maler) (1923–2022), mexikanischer Bildhauer und Maler
- Federico Tedeschini (1873–1959), italienischer Kardinal der römisch-katholischen Kirche
- Federico Tomasoni (* 1997), italienischer Freestyle-Skier
- Federico Ughi (* 1972), italienischer Jazz-Schlagzeuger
- Federico Villagra (* 1969), argentinischer Rallyefahrer
- Federico Viñas (* 1998), uruguayischer Fußballspieler
- Federico Viviani (* 1992), italienischer Fußballspieler
- Federico Wegener, Alias von Eduard Roschmann (1908–1977), österreichischer Kommandant des Rigaer Ghettos
- Federico Zuccaro (1542–1609), italienischer Maler
- Federico da Montefeltro (1422–1482), Herzog von Urbino
- Federico de Madrazo y Kuntz (1815–1894), spanischer Maler